# 永田裕志
永田 裕志（ながた ゆうじ、1968年4月24日 - ）は、日本の男性プロレスラー。千葉県東金市出身。新日本プロレス所属。YouTuber。千葉県立成東高等学校、日本体育大学卒業。血液型AB型。

## 人物
父は千葉県立高校の校長兼野球部監督を務め、千葉県立成東高校では鈴木孝政、中村勝広らを指導。妹であるネイルアーティストの永田貴子は、アメリカで開催されるネイルトレードショー・WINBAで1999年入賞、2000年優勝の実績を持ち、裕志はもちろん弟でもある総合格闘家の永田克彦のコスチュームデザインも行なう。克彦は、シドニーオリンピックのレスリングで銀メダリストとなった。新日本プロレスの試合でレスリングルールによる対戦もしている。また父と同様、裕志と克彦も教員免許を持っている。ケンドー・カシンとはチーム・ジャパンでユニットを組む等、特に仲がよい。カシンが大学院に合格した際には「東金デストロイヤー」なる覆面レスラーとして「祝福」に訪れた。現在プロレス界の各タイトルを獲得しながらも、「技をかけながら自ら白目を剥く」キャラを主として「現在、新日本プロレスで最も盛り上がるのが、永田が白目になった瞬間である（金澤克彦）」と言われるほどの人気を博しており、シリアスな試合展開ながらも「ひょうきんレスラー」として人気を博している。

## 来歴

### デビュー以前
中学時代は野球を経験、高校からレスリングを始め、国体3位、ジュニア世界選手権参加等の実績を残す。1987年、千葉県立成東高等学校卒業後、日本体育大学に入学しレスリング部に所属。全日本学生選手権（1988年）および全日本大学グレコローマン選手権（1989年）で優勝を果たした。
1992年、全日本選手権優勝後、新日本プロレスに入門。同期には中西学、石澤常光（ケンドー・カシン）、大谷晋二郎らがいる。新日本に入門したのは、馳浩（現：石川県知事） の紹介。1992年9月14日山本広吉（現：天山広吉）戦でデビューを果たした。

### 初タイトル獲得まで
1995年、新日本プロレスとUWFインターナショナルとの対抗戦に出場。グレコローマンの下地を生かしたファイトで桜庭和志らと激闘を繰り広げた。
1997年から海外武者修行としてWCWに遠征。
1998年、日本に帰国。同年、永田は蝶野正洋の負傷による王座返上を受けて組まれたIWGPヘビー級王座決定戦に自ら本隊代表として志願しnWo代表のスコット・ノートンと対戦するも、ノートンのパワーに圧倒されて敗れた。
1999年8月28日、神宮球場で中西と組んで後藤達俊＆小原道由を破り、自身初のタイトルとなるIWGPタッグ王座を獲得した。永田もこの頃、リングコスチュームを青いショートタイツとレガースにし、以後数度模様などをマイナーチェンジをするもののこのカラーリングで定着する。

### G1 CLIMAX優勝
2000年に中西、吉江豊、福田雅一と共にG-EGGSを結成、翌年まで活動する。2001年3月2日にはZERO-ONE旗揚げ戦へスポット参戦した。
2001年、3月2日のプロレスリングZERO-ONE旗揚げ戦において永田は橋本真也とタッグを組み、プロレスリング・ノアの三沢光晴&秋山準と対戦した。だが、試合は19分10秒、三沢のジャーマンスープレックスで橋本がフォールを奪われ敗戦。試合後、ZERO-ONEとノアの乱闘に発展した。8月12日、「G1 CLIMAX」決勝戦で武藤敬司を破り「G1」初優勝を果たした。同年10月8日には秋山（当時ノア所属）とタッグを組み、武藤&馳組に勝利した。永田も、この試合をきっかけに新日本内でのスターダムを駆け上がっていくことになる。永田はこの年の12月31日、総合格闘技初参戦となったINOKI BOM-BA-YE 2001でミルコ・クロコップと対戦したが1R21秒左ハイキックを受け、レフェリーストップによるTKO負けを喫した。
2002年、1月4日の新日本東京ドーム大会で前年10月にタッグを組んだノア・秋山の持つGHCヘビー級王座に挑戦するも試合は永田の敗北に終わった。

### IWGPヘビー級王座連続防衛記録樹立
2002年4月5日、安田忠夫を破ってIWGPヘビー級王座を奪取する。以降、永田は2003年5月2日に高山善廣に敗退するまで、橋本の持っていた防衛回数9を更新する10度の防衛を果たした。
2003年6月6日、ノアの武道館大会に二度目の参戦を果たし同大会で田上明から勝利を収めた。1ヶ月後の大阪府立体育会館大会で秋山とシングルで対戦し、ここでも勝利を収め9月12日の武道館大会で小橋建太の保持するGHCヘビー級王座に二度目の挑戦を果たすも、王座奪取に失敗した。
11月30日、ノア・北海道立総合体育センター（きたえーる）で棚橋と組んで小橋&本田多聞組を降しGHCタッグ王座を奪取。12月31日、永田は「INOKI BOM-BA-YE 2003」でエメリヤーエンコ・ヒョードルと対戦したが、1分2秒左フックで永田がTKO負けした。なお、イベント開催自体の開催が危ぶまれヒョードル戦が決定したのが試合前日という混乱ぶりで、開催後も安田と永田のギャラが未払いとなり、新日本プロレスが訴訟を起こすなどのドタバタがあった。永田はIWGPの防衛記録を持つなどのプロレスでの戦績と、アマチュアレスリングのバックボーンを持つことから大いに期待されたものの、2001年のミルコ戦に続く敗戦からその後のプロレス業界の低迷も相まって「プロレス幻想を打ち砕いた」、「プロレス凋落の戦犯」などと批判・揶揄された。
2004年6月12日、全日本・愛知県体育館でケンドー・カシンと組み、小島聡&カズ・ハヤシを降し世界タッグ王座を獲得する。3大メジャーのタッグを制覇したのは、ベイダー、高山善廣に続き3人目。

### チーム・ジャパン
2005年1月、マッチメイクに異を唱え、新日本離脱を示唆する発言をする。3月、フロントとの確執の末反体制を宣言。BNJに合流せず、1人で戦うことを選択した。その後、中西学、ケンドー・カシン、藤田和之らとレスリング軍団「チーム・ジャパン」を結成。4月26日、前田日明がヒョードル戦の内容に苦言を呈したのに対し「ニールセン戦が悪いんじゃないが、ヒョードル戦とはジャンルが違うだろ。胸に手を当てて考えろ。」と発言。
2005年10月、長州力が現場監督として新日本に復帰した際、蝶野を中心とした反長州派が不満をぶつけるなか、中立を宣言する。長州に好意的な選手が少な過ぎるため、棚橋と共に長州とタッグを組まされ、半ばうやむやな形で中西とともに本隊に戻っている。12月11日、当時IWGPヘビー級王者のブロック・レスナーと対戦し敗れた。

### コミカル路線
2006年に入り、スポーツ新聞の取材時にバレンタインチョコをかじる、徳島での試合を控えて阿波踊りで挑発する、誕生日ケーキを食べながら指をしゃぶるといったコミカルなパフォーマンスを行なっていた。4月にはワールドプロレスリングで試合が放送される際、白目をむいて鬼気迫る表情をする姿に「鬼神」「キラー永田」とテロップが入った。5月の第2回NEW JAPAN CUPでは、決勝でジャイアント・バーナードに敗れ準優勝。中西がZERO1-MAXの大森隆男とタッグを組み、IWGPタッグに挑戦する話が出た際に、王者チームに返上させて自身と山本のタッグや他のタッグを加えてトーナメントを開催することを提案した。
2006年5月、個人事務所「ナガタロック」を設立し8月4日にリラクゼーションサロン「enishing」を開店した。6月には内外タイムスでコラム『永田裕志のセカンドバッグ』の連載を始める。9月、三冠王者になった鈴木みのるを見て「鈴木にベルトを獲られたんだから全日本のレスラーはB級レスラー」と発言したが、当の鈴木のブログで「B級と言っていいのは俺だけだ。永田はC級」とやり返される。その後もタッグ戦で鈴木との抗争を展開し、2007年1月に三冠ベルトを賭けて対決するもスリーパーホールドで敗れる。

### IWGPヘビー級王者への復帰
2007年3月、「NEW JAPAN CUP 2007」で優勝。4月13日、大阪・大阪府立体育会館で行なわれたIWGPヘビー級選手権試合で王者・棚橋をバックドロップホールドで破り第46代IWGPヘビー級王者に返り咲いた。7月1日にはDRAGON GATEに参戦神戸ワールド記念ホールにてタケちゃんマンのコスチュームで入場し、ストーカー市川と対戦。9月9日、地元の千葉・東金アリーナで初の主催興業を行なう。10月8日、両国国技館で行なわれたIWGPヘビー級選手権試合で棚橋の挑戦を受け、31分5秒ハイフライフローから片エビ固めで敗北、棚橋がIWGPヘビー級王者に返り咲いた。
2008年1月4日、「IWGP3rdベルト」を賭けてカート・アングルと対戦するもアンクルロックにより敗退。

### 世界ヘビー級王座戴冠
2008年2月17日、両国国技館で行なわれる予定の後藤洋央紀戦であったが、ウォーミングアップ中にめまいと左半身のしびれを訴え、リングドクターは脳梗塞の疑いがあると判断。病院に搬送され試合は中止となった。精密検査の結果脳および頸椎に異常はなく、永田は2008年2月27日に会見を行ない病名は「高血圧から来る出血か、海綿状血管腫ではないか」と説明した。
5月からシリーズに復帰。10月13日、田中将斗を破りZERO1世界ヘビー級王座を奪取。2009年2月27日に対大谷晋二郎戦で敗れるまで、3度の防衛を果たした。

### 青義軍の結成
2009年2月15日、昨年脳内出血による体調不良で緊急欠場し実現できなかった後藤洋央紀と両国国技館で1年越しの対決を行い、最後はバックドロップ・ホールドで後藤を沈めた。4月5日には飯塚高史とチェーンデスマッチで対戦するがレフェリーストップで敗北。5月3日、飯塚とドッグカラー・チェーンデスマッチで再戦し飯塚にK.O.勝ちを収めた。
8月に行なわれたG1 CLIMAXでは毎試合、ご当地の球団のユニフォームで入場した。また最終日にはイチローが着ていたワールド・ベースボール・クラシックのユニフォームを着て登場した。後に永田のブログでは「本物」だったと書き記されていた。
同年9月、平澤光秀、井上亘、スーパー・ストロング・マシンとともに青義軍を結成。12月5日には中邑真輔の持つIWGPヘビー級王座に挑戦するもボマイェで敗北を喫した。

### TAJIRIとの抗争、和解
2010年1月4日の東京ドームで行なわれたレッスルキングダムIVで元横綱・曙と「ブルーマウンテンズ」としてタッグを組み、TAJIRI・田中組と対戦するも曙もろともTAJIRIのグリーンミストを受け、最後は永田はTAJIRIのバズソーキックでピンフォール負けを喫してしまい、戦前の公約どおり地元の東金市で自ら銅像になる罰ゲームを受けることになった。
1月30日に後楽園ホールでは高橋裕二郎・内藤哲也のコンビ「NO LIMIT」とタッグを組み、TAJIRIとバットインテンションズのジャイアント・バーナード・カール・アンダーソン組による6人タッグマッチを行なうも、高橋のチャンピオンベルトによる攻撃に激怒したことで試合中にチーム内で亀裂が発生、いがみ合いの末にNO LIMITは試合放棄し、直後にTAJIRIからグリーンミストを受けて反則勝ちになった。
1月31日のディファ有明で青義軍の井上と共にTAJIRI、飯塚と対決、TAJIRIのグリーンミストに対抗して毒霧「ブルーミスト」をTAJIRIに使い、反則負けになるも屈辱を晴らす。しかし、その後はTAJIRIのいないチームとの対決でも惜しみなくブルーミストを使うようになる。そして2月14日にブルーミストを封印し、自らのストロングスタイルでTAJIRIとシングルマッチで対決、永田も序盤と終盤で2度TAJIRIにグリーンミストを受けるも目の位置を変えることでこれを耐え抜き、腕折り以外で初めて白眼を向き仁王立ちをする「緑の大魔神」に変身。強烈な膝蹴りと投げっぱなしのバックドロップをお見舞いし腕折りでギブアップ勝ちするも、永田はセコンドの制止が入るまでの間、白目を剥きながらゴングとレフェリーの制止を無視して腕折りを仕掛け続けていた。
その後はTAJIRIとの戦いが無く、8月8日のG1 CLIMAX XXのスペシャルタッグマッチで矢野通の椅子攻撃で右膝を負傷していたTAJIRIとタッグを組み、CHAOSの飯塚とCHAOS入りしたNO LIMITの高橋のタッグと対戦。始めは2か月近くの抗争を根に持っていたため、TAJIRIに対して冷たい態度を示していたが試合中の飯塚と高橋による執拗な右膝攻撃を受けているTAJIRIを見かねて手をさしのばすようになる。
結局、試合はTAJIRIが飯塚に捨て身のグリーンミスト攻撃で反則負けするも、TAJIRIは飯塚からアイアンフィンガーフロムヘルを奪い、序盤での猛攻撃に対し一矢報いようとするも裕次郎に妨害されてしまう。しかし、直後に永田が高橋をブルーミストで撃沈させたことでグリーンミストとブルーミストの奇跡の競演を果たし、飯塚を羽交い絞めにしてTAJIRIのアイアンフィンガーフロムヘルによる飯塚への地獄突きに成功する。その後、2人で敬礼ポーズをとり、固く握手をして和解する。

### 2011年
2011年3月、NEW JAPAN CUPに出場し優勝する。4月、全日本プロレスに参戦、チャンピオン・カーニバルに初出場。決勝で真田聖也を下して優勝を収め、両メジャー団体春の祭典を制覇する快挙を成し遂げた。
6月18日、大阪大会のタッグマッチに勝利した直後、プエルトリコから帰って来た青義軍の盟友であるヒデオ・サイトーに襲撃を受け、永田もバックステージで「嘘だと言ってくれ…夢だと言ってくれ…」と落胆の声を漏らし続けた。その翌日、盟友の裏切りで落胆している中、全日本に参戦し諏訪魔の保持する三冠ヘビー級王座に挑戦するが、諏訪魔のバックドロップに永田が敗れた。
8月のG1 CLIMAXでは優勝戦線に食い込む活躍を見せていたが、最終戦のヒデオ・サイトー戦でピンフォール負けを喫し予選落ちに終わった。9月19日神戸大会でヒデオと対戦、バックドロップホールドで雪辱を果たし、試合後にヒデオが平澤に戻りかけたところを矢野通に襲撃され台無しにされてしまった。
10月10日、矢野と対戦。試合中、矢野が鋏で野上慎平アナの髪を切ろうとするが、それを永田が阻止する。最後はリバースナガタロックIIIを繰り出すと返盃で再び返されるが、それを逆に丸め返して勝利した。全試合終了後、IWGPヘビー級王座を保持する棚橋に挑戦表明を行うも、矢野のベルト強奪という暴挙に見舞われ挑戦表明が流れてしまう。
11月12日大阪大会、棚橋と矢野のIWGP戦終了直後、負けたにもかかわらずふてぶてしくベルトを持ち逃げしようとした矢野を花道で迎撃。ベルトを奪い返し、棚橋に返却すると改めて挑戦表明を行い、棚橋がこれを承諾したことで10月に成立しなかったIWGP挑戦が正式に決まる。12月4日、IWGPヘビー級選手権に挑戦。30分以上にも及ぶ死闘を繰り広げるが最後は、棚橋のハイフライフローで敗北する。
2011年度年間プロレス大賞にて、NEW JAPAN CUP・チャンピオン・カーニバルの二冠を獲得し「春男」の名をほしいままにした功績と、アンチエイジングを目標に掲げての元気溌剌なファイトスタイルが認められ、敢闘賞を受賞した。

### 2012年
2012年1月4日のレッスルキングダムIVに24年振りに新日本に参戦する船木誠勝とタッグマッチで激突（永田のパートナーは井上、船木のパートナーは河野真幸）。試合終了直後、永田は試合中に顔面（左目）への膝蹴りを受けたことに憤慨した船木の挑発に激怒し、殴り合いの乱闘となった。
2月3日、東京ドーム大会での永田の膝蹴りで左目を負傷し、半年間の長期欠場が決まった船木の仇討ちを直訴してきた「STACK OF ARMS」河野の挑戦を受け、全日本プロレスのリングでタッグマッチを行った。河野のパートナーの田中稔をバックドロップホールドで勝利を収め、全日本のリングでナガダンスを披露する。
その後、河野とシングルマッチで対戦するも両者リングアウトで試合が終わり、その後、延長戦が行われるも永田のレフェリー無視が原因で起きたセコンド陣の乱入・乱闘で無効試合と不透明決着となる。3月4日、後楽園大会で再び河野と全日本プロレスのリングでシングルマッチで対戦。今度は場外カウントなしの決着戦でリバースナガタロックIIIで勝利。3月20日、両国大会で河野と完全決着となるシングルマッチで対戦。今度はギブアップ・KOのみの金網戦となり、最後はバックドロップでKO勝ちを収めた。
11月、プロレスリング・ノアの開催するグローバル・リーグ戦に出場、開幕4連勝と健闘するも最終日の森嶋猛戦に敗れリーグ敗退に終わる。敢闘賞を受賞した。

### 2013年
2013年1月4日、レッスルキングダム7の舞台で因縁の相手でもある鈴木と対戦、バックドロップホールドで勝利した。
その後、昨年9月よりフリーランスとして新日本に参戦している桜庭和志に目をつけ、4月7日両国大会で後藤をパートナーに桜庭、柴田勝頼組と対戦。ところが、試合終盤に放ったバックドロップを桜庭が上手く受け身を取れずにマットに着地。右肘の関節が不自然に曲がっていたことからレフェリーが試合を止めさせ、レフェリーストップ勝ちを収める。桜庭は「右肘関節脱臼」と診断され、長期欠場となってしまった。
6月22日、脱臼から回復した桜庭から復帰戦の相手として名指しで逆指名され、永田もこれを受諾する。7月20日秋田大会、地元での復帰戦となった桜庭とシングルマッチで初対決。最後は腕ひしぎ逆十字固めで捕えられてしまい、ギブアップ負けを喫した。
その後、桜庭とは9月29日の神戸大会でもタッグマッチで対戦したが、10月14日の両国大会で来場したグレイシー一族の挑発を受けて意気投合しタッグを結成。その後、11月9日の大阪大会では矢野、飯塚組と対戦し、勝利を収めた。
11月10日　二年連続出場となるグローバル・リーグで優勝しメジャー3団体全てのシングルリーグを制覇するという偉業を成し遂げた。

### 2014年
1月4日、レッスルキングダムにおいて桜庭とタッグを組みダニエル・グレイシー、ホーレス・グレイシー組と対戦。ダニエルに道着での首絞めを受け反則勝ちとなった。
2月8日、ノア後楽園ホール大会で森嶋を破り、新日本プロレス所属選手としては初のGHCヘビー級王座を戴冠した。
2月11日、THE NEW BEGINNING大阪大会において、永田、桜庭対ダニエル、ホーレス組のリマッチが行われた。今回はプロレス対柔道の異種格闘技ルールとしてオープンフィンガーグローブでのパンチおよびチョークスリーパー、道着での首絞め有効の特別ルールで行われる。試合は桜庭がホーレスに道着でのチョーク攻撃を受け、敗れた。
7月5日、5度目の防衛戦で丸藤正道に敗れGHCヘビー級王座から陥落した。

### 2015年
1月4日、レッスルキングダム9の第0試合（ニュージャパンランボー）に出場。最後はYOSHI-HASHIからピンフォール勝ちを収め、優勝を果たした。
1月5日、後楽園ホール大会にて中邑が保持するIWGPインターコンチネンタル王座に挑戦表明し決定した。「ミスターIWGP」とも呼ばれる永田もこの挑戦を「究極の浮気」と表現した。
2月14日、THE NEW BEGINNING in SENDAIにて中邑と対戦。かつて中邑を欠場に追い込んだ雪崩式エクスプロイダーなどで攻め込むも、最後はピンフォール負けを喫した。

### 2016年
1月4日、レッスルキングダム10の第0試合（ニュージャパンランボー）に出場し、敗退。
3月3日、NEW JAPAN CUP一回戦に出場。昨年と同じく後藤洋央紀と対戦し、敗退。
5月3日、福岡・福岡国際センターで柴田を破りNEVER無差別級王座を奪取。

### 2017年
2017年のG1をもってG1卒業を宣言し最後の試合では弟子であったバッドラック・ファレを相手に対戦し、敗退。

### 2018年
2月3日（土）全日本プロレス「2018 YOKOHAMA TWILIGHT BLUES SPECIAL」横浜文化体育館大会にて全日本プロレスの秋山準選手とのコンビでアジアタッグ王座決定戦に挑戦（永田は頸椎椎間板ヘルニアにより欠場が決まった大森隆男の代打として出場）。野村直矢＆崔領二（第103代王者の青柳優馬が負傷欠場のため、カード変更）に勝利し、第104代王者組となった。
3月25日に開催された全日本プロレスのさいたまスーパーアリーナ大会で、大森＆中西組を相手にアジアタッグ王者のタイトルマッチが行われた。試合は、永田のパートナーの秋山がエクスプロイダー→リストクラッチ式エクスプロイダーの連続弾で大森を轟沈し、アジアタッグ王座の初防衛に成功した。
6月12日、全日本プロレス「2018 ダイナマイトシリーズ 【開幕戦】」後楽園大会にて、野村＆青柳組を迎え撃ちアジアタッグ選手権防衛戦がおこなわれ、永田が野村のスピアを膝蹴りで迎撃し、“伝家の宝刀”バックドロップ・ホールドを炸裂させ、野村から3カウント奪い、2度目の防衛に成功した。
7月29日に開催された全日本プロレス・エディオンアリーナ大阪大会にて、前タッグ王者の野村＆青柳組の挑戦を受けた。試合は青柳と野村がダブルの串刺しジャンピングニーをズバリと決め、青柳がロックスターバスターで秋山から勝利を奪取。秋山＆永田組はアジアタッグ王座から陥落。

### 2019年
3月8日から開催されたNEW JAPAN CUP 2019にエントリー。3月8日に後楽園で行われた1回戦をメインイベントで石井智宏と対戦した。21分34秒の激闘の末、最後は石井の垂直落下式ブレーンバスターが決まり1回戦敗退。

### 2020年
6月16日から開催されたNEW JAPAN CUP 2020にエントリーされ、6月17日の第4試合で鈴木と対戦。壮絶な消耗戦の末にバックドロップホールドで勝利し、2回戦に進出。6月24日の2回戦はメインイベントでオカダ・カズチカと対戦。永田も序盤から重厚で見応え十分な攻防を繰り広げるが、最後はオカダの変形コブラクラッチでギブアップし2回戦敗退となった。
7月31日、「SUMMER STRUGGLE 2020」後楽園大会にて鈴木とメインイベントを戦った。20分を越える戦いだったが、最後は鈴木のゴッチ式パイルドライバーを決められ敗れた。

### 2021年
5月13日（現地時間）、AEW DynamiteにてIWGP USヘビー級王者のジョン・モクスリーからの指名を受ける形でタイトルに挑戦も、永田の王座奪取は叶わなかった。
6月22日のNEVER無差別級6人タッグ選手権試合終了後、天山&小島と共にリングにあがり王者組（後藤洋央紀&石井智宏&YOSHI-HASHI組）に挑戦表明。その流れを受けて7月1日、久々のメインイベントで王者組の石井とシングルマッチを戦うが、石井の垂直落下式ブレーンバスターに敗れる。7月2日、『KIZUNA ROAD 2021』最終戦のメインイベントでNEVER無差別級6人タッグ王座に挑戦。シリーズ名を表すような絆の力を見せる戦いを展開したが、後藤のGTRを受けた小島が3カウントを奪われ永田の王座奪取とはならなかった。

### 2023年
2月19日、全日本プロレス後楽園ホール大会にて宮原健斗を下し、三冠ヘビー級王座を奪取。天龍源一郎の保持していた最年長戴冠記録（52歳2か月）を更新すると共に、史上5人目となるメジャー団体三冠制覇と史上初のメジャー団体シングル・タッグ王座及びシングルリーグ戦完全制覇を達成した。3月21日の大田区大会では石川修司を下し、初防衛に成功。
2025年8月19日には上野で行われた超日本プロレス旗揚げ戦にバラモンユージとしてバラモン兄弟と組んで参戦。佐藤光留＆阿部史典、一般人・澤宗紀組に2分19秒でリングアウト負けした後、延長戦を実施し、対戦相手3人に口から青いゲル状物質（お告ゲル）を浴びせ、澤を白目式腕固めで下した。東京スポーツではこの試合をホラープロレスと報じた。

## 得意技

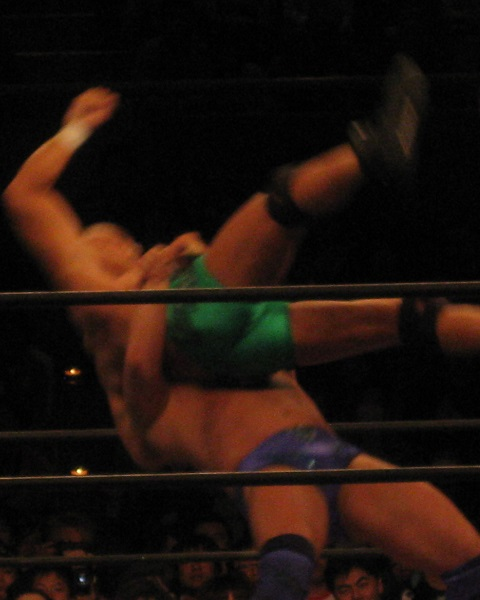
邪道にバックドロップ・ホールドを仕掛ける永田。

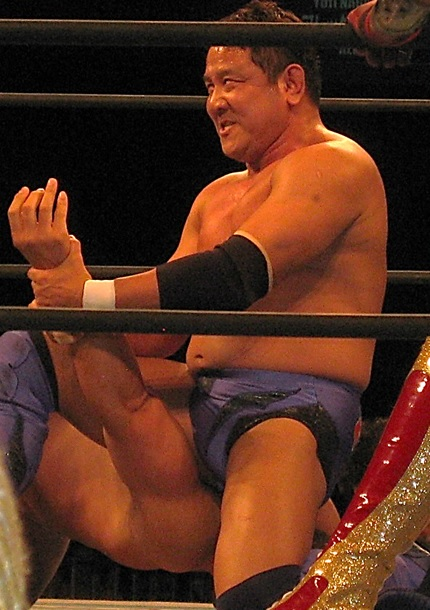
腕固め。

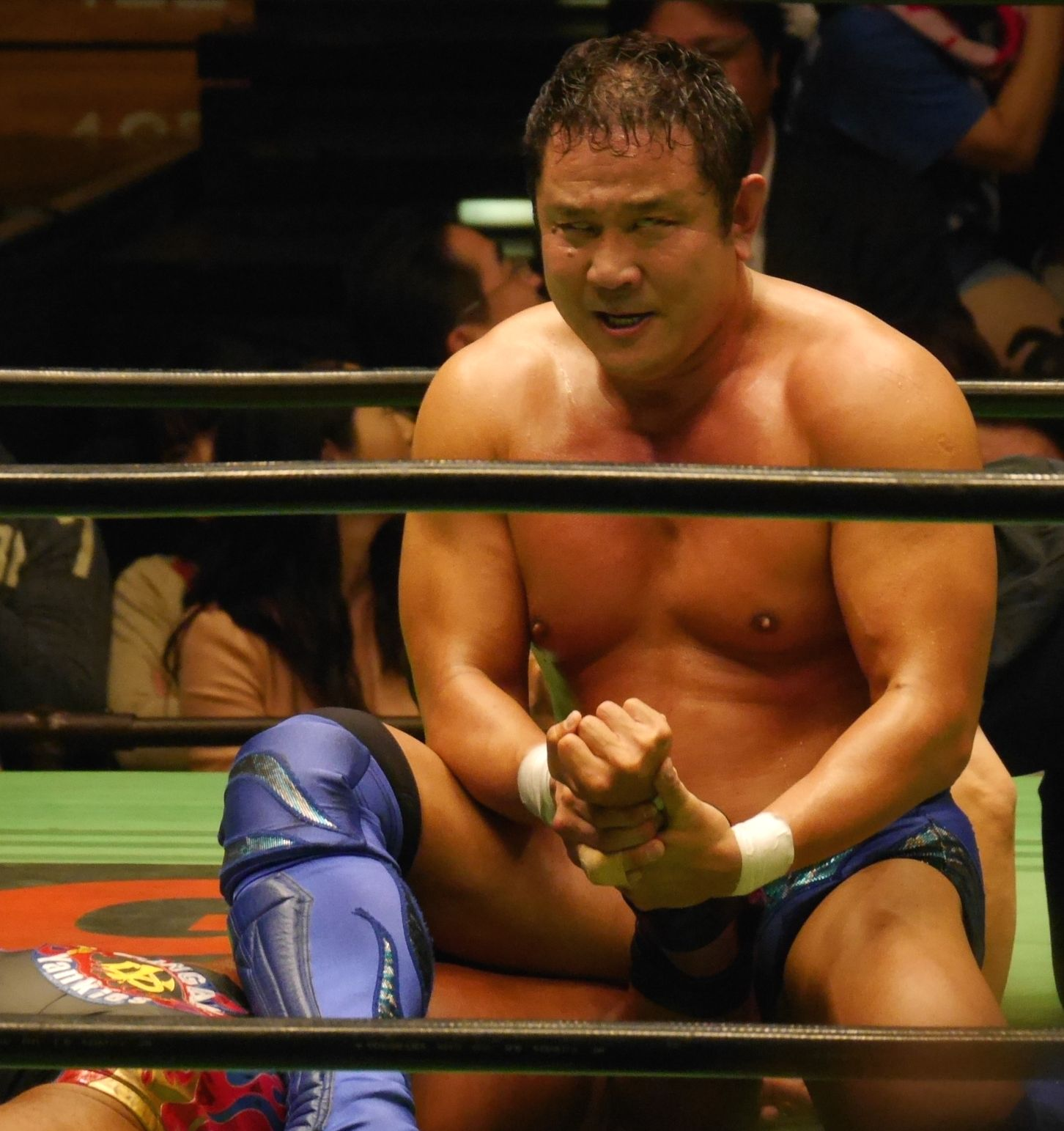
白目式腕固め。

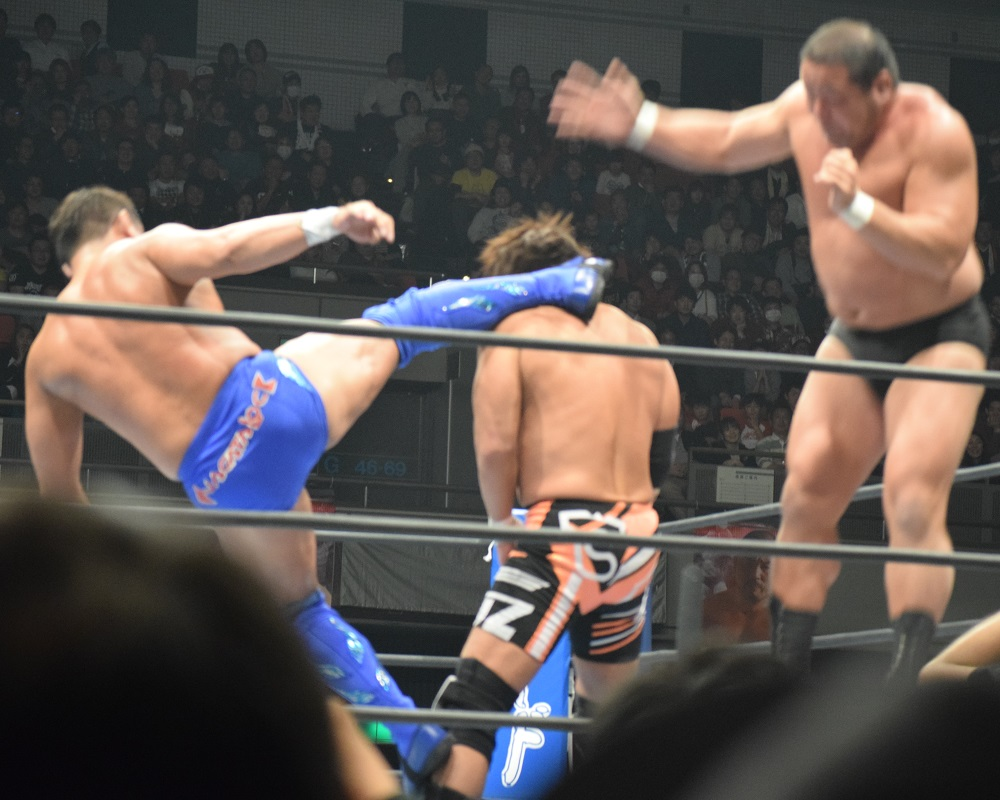
イーストゴールド。

### フィニッシュ・ホールド
倒れ込み式バックドロップ・ホールド
投げた時の勢いでブリッジが崩れても、そのまま倒れ込んで強引に相手の体をクラッチしたままホールドする。又は自らの体を半分捻る様な形でホールドする場合もある。平成17年5月14日東京ドームの高阪剛戦でこの形が初公開された。
バックドロップ・ホールド
永田の若手時代からの代表的なフィニッシュ・ホールド。
投げられる相手は高角度でマットに叩きつけられる。ホールドにいく際にはブリッジをせず、自分の体を捻って覆いかぶさるような形になる場合が多い。
若手時代はバックドロップ・ホールドの考案者でもあるジャンボ鶴田に顔つきが似ていたことから、「鶴田二世」と呼ばれていた。
エクスプロイダー・オブ・ジャスティス
2013年のG1初戦の対鈴木戦から使用している。バックドロップ・ホールドに次ぐ新必殺技。
形はリストクラッチ・エクスプロイダーに似ているが、リストクラッチが相手の左手首を正面から右太股の下でクラッチするのに対してオブ・ジャスティスは左手首を後ろ手に回す様な形で左太股の下でクラッチする。主にバックドロップ・ホールドで試合が決まらなかった場合に使用するため、この技が最上級のフィニッシュ・ホールドである。2013年11月10日のグローバル・リーグ戦優勝決定戦の森嶋戦はこの技でフォールを奪った。

### ナガタロック・シリーズ
ナガタロック
変形足4の字固めと膝十字固めの複合技。
永田の場合は体勢に入る前、敬礼のポーズを取るのが特徴。敬礼ポーズが定着してない初期の頃はポーズを取らなかったり、ガッツポーズ等をしてからこの技に入っていた。安生洋二のグランドクロス200とほぼ同じ。
ナガタロックII
若手時代からの永田の得意技。グラウンド式の腕極め顔面締め。
クロスフェイスとは若干フォームが異なり、相手の首を締め上げる方向に曲げ前腕部から腕全体で極める。
技の命名者は、同時期にWCWに参戦していて仲が良かったカズ・ハヤシ。前述のナガタロックよりも開発は先だったが特定の名称がついておらず、カズが新日本参戦時に名付けた。
ナガタロックIII
ナガタロックIIの体勢から移行してコブラツイストの様な形で相手の上半身、首、顔面を締める。当初、永田はミルコ戦での初公開を予告していた。だが、実際には対西村修戦で初公開された。これは、極度の軟体であり通常の関節技が効かないとされていた西村に対しての対抗策であった。
リバースナガタロックIII
ナガタロックIIIの体勢からさらに移行し、横方向に回転して相手の両腕を極めたままフォールの体勢にする技。ギブアップを奪う技ではなく、フォール技の一種。
ナガタロックIV
2006年5月3日、福岡国際センターでの真壁戦で初公開。ナガタロックIIとほぼ同型だが、腕を両足で挟んで極めたIIとは異なり足を使っての脇固めのように片腕を極めてのクロスフェイス。
ナガタロック54
相手の左腕を両足で挟んでナガタロックIIの形で、相手の右腕をコブラクラッチの形で捕らえて上体を反らえて絞め上げる技。新技・ナガタロック54でギブアップを奪った。自身必殺のナガタロックⅡと大谷晋二郎のキング・コブラホールドを合わせた新技について「ケガで苦しんでいるかつての盟友の技を組み合わせた技」と明かし、試合中のアクシデントで欠場中の大谷にエールを送った。

### 投げ技
バックドロップ
エクスプロイダー
秋山の代表的な必殺技で、秋山とライバル関係を意識したあたりから使い始める。公開練習において秋山より直接伝授された。お返しに、永田もナガタロックIIを秋山に贈った。
リストクラッチエクスプロイダー
相手の手首を持ってのエクスプロイダー。2003年に秋山と抗争するまでは差別化のためか、実況等に「ワンハンドクラッチエクスプロイダー」と呼ばれていた。
ブレーンバスター
雪崩式ブレーンバスター
垂直落下式ブレーンバスター
サンダー・デス・ドライバー
垂直落下式ブレーンバスターによる旋回式ブレーンバスター。
スペシャル・ローリング・サンダー・デス・ドライバー
ブレーンバスター、垂直落下式ブレーンバスター、サンダー・デス・ドライバーを続けて放つと、この名称になる。カート・アングル戦に向けて開発された。
マジックスクリュー
ブレーンバスターの体勢で持ち上げて、足をトップロープにかけ、そのまま首に対して自身の体を旋回させる（首へのドラゴンスクリュー）。
武藤敬司の「ネックスクリュー」とは若干異なり、相手の腕を肩に掛けた状態で仕掛ける。
ドライブスクリュー
ブレーンバスターの体勢で持ち上げてきりもみ式に相手を脳天から落とす技。
フロントスープレックス
若手時代から愛用している。
ナガタバスター
フロントスリーパーの体勢で捕らえ、顔面からマットに叩きつける荒技。ナガタロックIIの繋ぎ技として使用する。ゲーム等では「ナガタバスター」、「サドンインパクト」という技名になっている。
ノーザンライト・スープレックス・ホールド

### 打撃技
ムエタイ式エルボー
永田のエルボーは、通常のエルボーとは違い額に向けて高速で何発も放つ。
エルボー・スタンプ
バックエルボー
張り手
逆水平チョップ
各種蹴り技
ローキック、ミドルキック、ハイキック、ローリング・ソバットをそれぞれを使う。
サッカーボールキック
尻餅をついている相手の背中を足の甲で蹴りつける。
ビッグブーツ
助走をつけながら自分の右足をマットと水平の高さに持ち上げて相手の顔面を右足の裏で蹴り飛ばす。
ロケットキック
ランニング式・シングル・ドロップキック
相手の動きを止めたあと、相手の正面にあるロープから助走をつけて相手の側まで戻ってきたところで左足を踏み切り、ジャンプして体を後ろに傾けながら右足をマットと水平に突き出して相手の顔面を右足の裏で蹴り飛ばす。
タイナー
コーナーにもたれかかっている相手の顔面に駆け上がって膝を叩き込む技。相手の蹴り足をキャッチして、そのままコーナーに押し込んで使用するパターンもある。テレビ朝日の野上慎平アナウンサーからは、自身のニックネームから転じて「ジャスティス・ニー」と呼称されている。
延髄斬り
アントニオ猪木の代名詞とも言える技。立っている相手に対して、ジャンプして後頭部へ回し蹴りを決める。この技に移行すると見せかけて、相手の膝へ低空ドロップキックを放っていくフェイント技も使用している。
シャイニング・ウィザード
ここ一番では両腕を大きく動かし酔拳のような動きをし大きくアピールして放つ。相手がコーナーに寄り掛かった時や相手の片足を捉えてコーナーに追い込んで串刺し式で使用したり、稀に通常式で繰り出す形で使用。
ドロップキック
ショルダーアームブリーカー
相手の腕をひねり、相手に背を向けるように立ち自身の肩に取った相手の腕の肘の部分を叩き付ける技。永田が相手の腕を折りにかかるときに使用される頻度の高い技。通称「腕殺し」。実際には相手の肘の内側を自分の肩にぶつけるようにしていて相手の腕が折れない程度にダメージを与えるように考慮している。

### 関節技、締め技
ボストンクラブ
ハーフボストンクラブ
足4の字固め
脇固め
腕ひしぎ十字固め
膝十字固め
チキンウィング・アームロック
スリーパーホールド
通常のスリーパーホールド、胴締め式スリーパーホールドの2種類を使用。
三角絞め
腕固め
うつ伏せ状態の相手の腕を取り、またがるようにしてそのまま相手の上に乗っかるような体勢で腕を極める技。腕ひしぎ十字固めと異なり、自分が立ったままの状態で極める。鈴木戦で顔面をプルプルさせながら白目を剥く表情が「キラー永田」と呼ばれた。以降は「白目式腕固め」と称され、今や永田の定番ムーブとなっている。

### フォール技
バックスライド
スタンプスモール・パッケージホールド
ジャックナイフ・ホールド
ファイヤーマンズキャリーホールド
稀に使用する押さえ込み技。

### 合体技
イーストゴールド
中西学との合体技。中西が上からドン!を放つと同時に永田が延髄斬りを見舞う。技名は、東金の直訳。
九十九里ハンマー
「人類プロレスラー計画『中西ランド』」で開発・披露した中西との合体技。永田がミドルキックを見舞うと同時に中西が野人ハンマーを放つ。
Justice Monster
同じく、「中西ランド」で開発した中西との合体技。永田の串刺しニーに続けて中西がフライングボディアタックを繰り出す連携技。
マルメゾン
「中西ランド」で開発した中西との合体技。永田の串刺しニーに続けて中西がブレーンチョップを放ち、最後に永田のバックドロップで決める。名前の由来は東金市の姉妹都市であるフランスのリュエイユ＝マルメゾンから。
KOマッケンロー
「中西ランド」で開発した中西との合体技。永田が前蹴りを放つと同時に中西がマッケンローを繰り出す。

### その他
ブルーミスト
永田がTAJIRIとの抗争中に使用した青色の毒霧。しかし、初公開の時は毒素が強すぎて（青い）色素まで死んでしまったために無色透明になってしまった。また、試合中に自身のブルーミストを誤って飲んでしまい白目を剥いて倒れてしまうというアクシデントが起こったこともある。

## タイトル歴

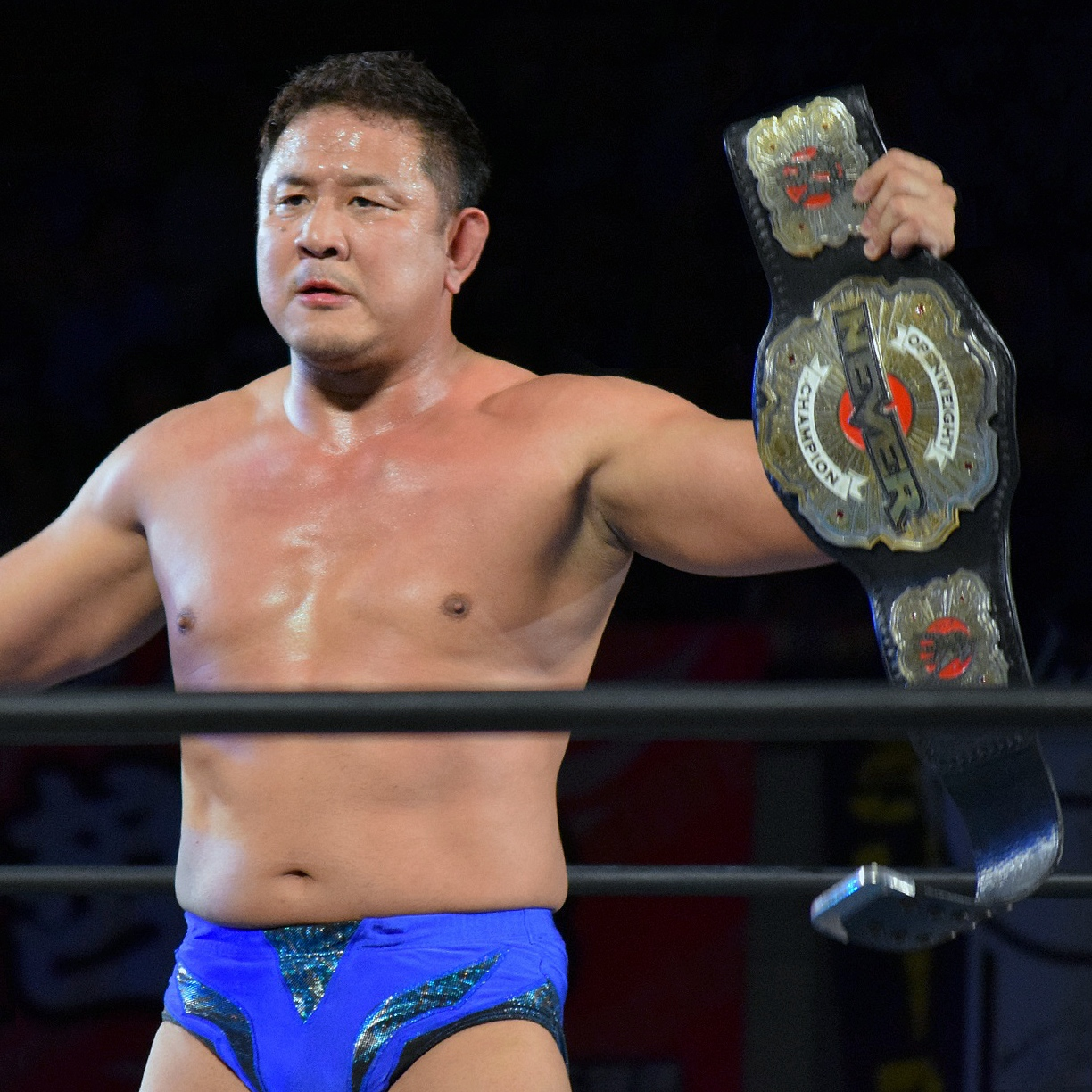
NEVER無差別級王座を掲げる永田。

新日本プロレス
- 第31、46代IWGPヘビー級王座

第31代王者（2002年 - 2003年）に就いた際には当時最多防衛記録所持者橋本真也の9回を上回る10度の防衛に成功したが2012年に棚橋弘至に破られた。
- 第11代NEVER無差別級王座
- 第39、56代IWGPタッグ王座（パートナーは中西学→井上亘）
- G1 CLIMAX優勝（2001年）
- NEW JAPAN CUP優勝（2007年、2011年）
- ニュージャパンランボー優勝（2015年）
- G1 TAG LEAGUE優勝（2000年、2010年）（パートナーは飯塚高史→井上亘）

全日本プロレス
- 第69代三冠ヘビー級王座
- 第50代世界タッグ王座（パートナーはケンドー・カシン）

- 第104代アジアタッグ王座（パートナーは秋山準）

- チャンピオン・カーニバル優勝（2011年）

プロレスリング・ノア
- 第21代GHCヘビー級王座
- 第7代GHCタッグ王座（パートナーは棚橋弘至）
- グローバル・リーグ戦優勝（2013年）

プロレスリングZERO1-MAX
- 第2代世界ヘビー級王座

プロレス大賞
- 技能賞（1998年）
- 技能賞（1999年）
- 敢闘賞（2001年）
- 年間最高試合賞（2001年）: 藤田和之×永田裕志（6月6日/新日本プロレス・日本武道館：IWGPヘビー級選手権）
- 年間最高試合賞（2002年）: 永田裕志×高山善廣（5月2日/新日本プロレス・東京ドーム：IWGPヘビー級選手権）
- 敢闘賞（2011年）

## 戦績

### 総合格闘技
| 総合格闘技 戦績 | 総合格闘技 戦績 | 総合格闘技 戦績 | 総合格闘技 戦績 | 総合格闘技 戦績 | 総合格闘技 戦績 | 総合格闘技 戦績 |
| --------------- | --------------- | --------------- | --------------- | --------------- | --------------- | --------------- |
| 2 試合          | (T)KO           | 一本            | 判定            | その他          | 引き分け        | 無効試合        |
| 0 勝            | 0               | 0               | 0               | 0               | 0               | 0               |
| 2 敗            | 2               | 0               | 0               | 0               | 0               | 0               |

| 勝敗 | 対戦相手                     | 試合結果                             | 大会名                                  | 開催年月日     |
| ×    | エメリヤーエンコ・ヒョードル | 1R 1:02 TKO（パウンド）              | INOKI BOM-BA-YE 2003 馬鹿になれ夢を持て | 2003年12月31日 |
| ×    | ミルコ・クロコップ           | 1R 0:21 TKO（左ハイキック→パウンド） | INOKI BOM-BA-YE 2001                    | 2001年12月31日 |

## 入場テーマ曲
- MISSION BLOW（ビッグマッチ前奏：彼こそが海賊-He's A Pirate-）
- MISSION BLOW（DJ Remo-con REMIX）
- MISSION BLOW（凱旋帰国試合使用バージョン）

ドイツのヘビーメタルバンド、セントアーが1993年に発表した2ndアルバム『パワーワールド』 に収録された楽曲『インセイン』（INSANE）のバックトラックにメロディーを乗せたもの。JASRACデータベース、及び ペコカンパニィー（旧社名：ウッドベル）によると作曲者は「中沢亮」であるとされる。権利関係から、ネット配信サービス「新日本プロレスワールド」では違う曲に差し替えられる場合がある。
- BLADE RUNNER（END TITLES）
- WARP（1997年の海外遠征出発まで使用）

## 敬礼ポーズ
敬礼ポーズは2000年頃から使われ始め、永田の代名詞と言ってもよい。今でこそ敬礼と言われているが、元々はナガタロックに入る時に会場の隅々まで見渡してやるという思いから使用しだした（『ザ・プレイステーション』インタビューより）。実際に、敬礼をする際には「会場の一番隅を見ている」と語っている（百識王より）。敬礼する時の掛け声は本人曰く「ゼァッ!」。武藤によると元々自分がやっていた場内を見回すポーズを永田がパクってやりだしたのがきっかけらしい。
なお、アントニオ猪木はこのポーズを嫌っている。
近年ではタイトル獲得後などは「1、2、3、ゼアッ!」で締めることが定番となっている。

## 書籍

### 単著
- 『王者の挑戦―プロレス新時代のエースは俺だ』（2003年4月1日、講談社）ISBN 978-4-06-211776-0
- 『永田さんのかんがえたこと』（2009年9月24日、エンターブレイン）ISBN 978-4047260849

## 俳優業

### アニメ・声優
- 劇場用アニメ「聖闘士星矢 天界編 序奏〜overture〜」（2004年2月公開） - 神々の声 役
- アニメ「リングにかけろ」（2005年、東映アニメーション）第7話において少年時代の本人役で出演、劇中での石松の地元での友人を務めた[24]。
- とーがね!おまつり部（2022年6月、千葉テレビ） - ナミカワ社長 役[25]

### テレビドラマ
- 怪盗ロワイヤル（2011年、TBS）最終話に本人役で出演。
- 昼のセント酒（2016年、テレビ東京）第3湯、銭湯客 役[26]
- 99.9-刑事専門弁護士- 完全新作SP新たな出会い篇（2021年12月29日、TBS） - 本人 役

### 映画
- 劇場版 ATARU THE FIRST LOVE & THE LAST KILL（2013年9月14日公開） - 青義刑事 役
- 映画「屍人荘の殺人」（2019年12月13日公開、東宝） - 本人役[27]
- 裏社員。-スパイやらせてもろてます‐（2025年5月2日公開、松竹）[28]

### 舞台
- 劇団コラソン「先輩かっけ〜っす！リターンズ」（2014年2月27日 - 3月2日、新宿・タイニイアリス） - ユウジ 役

### その他モデル
- STARMARIE「スタマリ入門 -ファンタジーワールドへようこそ-」（2017年5月9日）アルバムジャケットビジュアル[29]

## その他
- プロのサッカーサポーターで実業家の植田朝日と交友が深く、永田自身や「青義軍」のTシャツは、植田が経営するアパレルブランド、コラソンとのコラボとなっている。また、「劇団コラソン」の公演や、「コラソンプロレス」の興行にも参加している。新日本プロレス低迷期の2006年に導入され、現在も会場に配置されている「応援リーダー」についても、植田経由で紹介されたものである。
- 永田本人の述懷によると、日体大のレスリング部で寮生活や先輩の理不尽な言動に慣れていたので、新日本プロレスでの道場生活にもすぐ適応していた。寮で新聞を読んだり（新人は雑用に追われて休息の取れない生活を送ることが当たり前だった）、当時鬼コーチとして知られていた佐々木健介と笑顔で会話する永田を見て、唖然とする同期生もいたという。
- 嶋大輔が会長を務める永田会という後援会が存在する。
- ナガタロックIIが生まれた経緯は、「93年頃はよく藤原組で練習していて、その時にカール・マレンコが逆腕キーロックみたいな状態からフェースロックを狙っていたのを見てアレンジ出来ないかって。で、試合前に練習していた時にカブキさんがアドバイスしてくれたんですよ。片方の腕を自分の足に挟んで、体重を相手の背中にかけてフェースロックをかけたら効くんじゃないかって。それで出来上がったのがあの技だったんです」と語っている[30]。また当時クリス・ベノワにこの技を盗まれ米国で使われていた。これについて永田は「ちょっとやられてたなって思いましたよ。当時向こうはトップで俺はペーペーだからね。だから俺は使うのをやめて、足を極めるナガタ・ロックIを誕生させたんですよ」と語っている[30]。これによりIとIIの数字順が入れ替わる逆転現象が起きた[30]。
- 試合中に自身のブルーミストを誤って飲んでしまい、白目を剥いて倒れてしまうというアクシデントが起こった。
- 定番の白目があだとなりナガタ・ロックを仕掛けているにもかかわらずドクターストップを食らう破目になった。
- テレビ朝日の深夜バラエティトーク番組『アメトーーク!』でのプロレス企画「プロレス芸人（第2回 俺達のプロレスオールスター戦）」で、プロレス好きのお笑い芸人が選んだ今後期待のレスラーとして「白目を剥いて戦うレスラーだから」という理由で永田が選ばれた。同コーナーにおける永田の試合映像は東京ドーム大会で鈴木みのるとの対戦中に白目を剥いているシーンばかりだった。
- 芸能活動に関しては、かつてフィットワンと業務提携していたが、現在は他の新日本プロレス所属選手同様アミューズに所属している。
- 2008年からG1 CLIMAXの前に「特訓」を行うことが恒例となっていた。
  - 2008年 : エアロビクス
  - 2009年 : フラフープ
  - 2010年 : ラーメン修行
  - 2011年 : ダンス（コンドルズ振り付けのオリジナルダンス「ナガダンス」を習得。BGMは新日本プロレステーマ曲「THE SCORE」。試合後に披露することもある）
  - 2012年 : アナウンス特訓（テレビ朝日アスクでアナウンス技術の習得。講師 :下平さやか、お手本として野上慎平）
  - 2013年 : なし[31]、ただし「公開練習リターンズ」と称してフラフープ、ナガダンス、アナウンスの公開練習が行われた[32]。
  - 2014年 : 猛暑地獄特訓[33]、銅像特訓[34]（G1終了後）
  - 2015年 : リンボーダンス特訓[35]
  - 2016年 : 護摩行[36]
  - 2017年 : ビーチレスリング[37]
- 2016年に制作・放送される連続テレビアニメーション作品『タイガーマスクW』では劇中のキャラクターとして「永田裕志」が登場している（声はてらそままさき）。
- 2017年新年お年玉スペシャルとして組まれた特別試合で、本人もファンサービスの気持ちで封印していた白目を披露。レフリーがキラー永田の鉄板だということをころっと忘れてしまっており、大慌てでレフリーストップ。有利に試合を運んでいながらも負けてしまう。しかしながらファンも本人もどこか清々しい気分だったという。